# Список серій мультсеріалу «Закон Майло Мерфі»
«Закон Майла Мерфі»  — анімаційний телевізійний серіал від творців «Фінеаса і Ферба», Дена Повенмаєра і Джеффа Марша, який транслювався з 3 жовтня 2016 до 18 травня 2019 року у США на телеканалі «Disney XD».
Сюжет розповідає про героя Майло Мерфі, який є потомком Едварда Мерфі  — того, що створив закон, в якому говориться, що: «якщо може статися щось погане, то воно обов'язково станеться».

## Огляд серіалу
| Номер сезону | Кількість серій | Прем'єра в США | Закінчення в США | Прем'єра в Україні | Закінчення в Україні |
| ------------ | --------------- | -------------- | ---------------- | ------------------ | -------------------- |
| 1            | 20              | 3 жовтня 2016  | 2 грудня 2017    | 23 лютого 2019     | 15 березня 2019      |
| 2            | 20              | 5 січня 2019   | 18 травня 2019   | 27 серпня 2019     | 16 вересня 2019      |

## Список серій

### Сезон 1 (2016—2017)
| № серії (загалом) | № серії (в сезоні) | Назва серії                                                                               | Режисер(и)                     | Сценарист(и)                                                            | Оригінальна дата показу | Код серії | Глядачів в США (млн) |
| --- | ------------------ | ----------------------------------------------------------------------------------------- | ------------------------------ | ----------------------------------------------------------------------- | ----------------------- | --------- | -------------------- |
| 1 | 1a                 | «Going the Extra Milo» «Разом із Супер-Майло»                                             | Ден Повенмаєр і Роберт Ф. Г'юз | Ден Повенмаєр і Кайл Менке                                              | 3 жовтня 2016           | 101a      | 0,33                 |
| Зак Андервуд, новенький на території Трьох Штатів, зустрічає Майло Мерфі, за яким постійно ходять нещастя. Через це Майло і Зак пропускають шкільний автобус, тому Майло показує Зака «короткий шлях» до школи… Тим часом Мелісса Чейз, подруга Майло, приймає обіди від інших учнів як ставки, чи зможуть Майло і Зак вчасно потрапити до школи.                                                                      |                    |                                                                                           |                                |                                                                         |                         |           |                      |
| 1 | 1b                 | «The Undergrounders» «Підземники»                                                         | Боб Боуен                      | Дані Ветер                                                              | 10 жовтня 2016          | 101b      | 0,26                 |
| Вагон метро Майло, Зака і Мелісси сходить з рейок по дорозі в музей. Намагаючись знайти дорогу до музею, вони стикаються з суспільством будівельників, які довгий час перебували під землею. |                    |                                                                                           |                                |                                                                         |                         |           |                      |
| 2 | 2a                 | «Rooting for the Enemy» «Вболіваючи за суперників»                                        | Роберт Ф. Г'юз                 | Скотт Петерсон                                                          | 10 жовтня 2016          | 102a      | 0,26                 |
| Майло вперше дозволили відвідати шкільну футбольну гру, адже домашня команда «Гекони» все одно програє. Однак, хлопець виявляє, як він може допомогти їм виграти – вболівати за суперників, «Тигрів»… |                    |                                                                                           |                                |                                                                         |                         |           |                      |
| 2 | 2b                 | «Sunny Side Up» «Сонячна сторона»                                                         | Роберт Ф. Г'юз                 | Ден Повенмаєр і Кайл Менке                                              | 3 жовтня 2016           | 102b      | 0,33                 |
| Після того, як вчителька науки місіс Муравські оголошує науковий проект, Майло, Зак і Мелісса повинні подолати закон Мерфі, щоб захистити яйце і їхні оцінки. |                    |                                                                                           |                                |                                                                         |                         |           |                      |
| 3 | 3a                 | «The Doctor Zone Files» «Файли Доктора Зона»                                              | Боб Боуен                      | Джошуа Прует                                                            | 17 жовтня 2016          | 103a      | 0,35                 |
| Майло та його сестра, Сара, які є величезними шанувальниками науково-фантастичного телесеріалу «Доктор Зон», беруть «новачків» Зака і Меліссу разом з ними на прем’єру нового фільму. Проте, у Сари менше шансів зважаючи на закон Мерфі… |                    |                                                                                           |                                |                                                                         |                         |           |                      |
| 3 | 3b                 | «The Note» «Довідка»                                                                      | Роберт Ф. Г'юз                 | Джим Бернштейн                                                          | 17 жовтня 2016          | 103b      | 0,35                 |
| Майло втрачає довідку від лікаря з поясненнями його від відсутності у класі через закон Мерфі. Він, Зак і Мелісса намагаються її знайти. |                    |                                                                                           |                                |                                                                         |                         |           |                      |
| 4 | 4a                 | «Party of Peril» «Небезпечна вечірка»                                                     | Боб Боуен                      | Мартін Олсон                                                            | 26 жовтня 2016          | 104a      | 0,8                  |
| На чолі з Меліссою та Заком влаштовується вечірка-сюрприз з нагоди народження Майла на картинг-арені. |                    |                                                                                           |                                |                                                                         |                         |           |                      |
| 4 | 4b                 | «Smooth Opera-tor» «Вечір в опері»                                                        | Роберт Ф. Г'юз                 | Дані Ветер                                                              | 26 жовтня 2016          | 104b      | 0,8                  |
| Зак, Мелісса і Майло відвідують оперну виставу з Амандою, подругою Майло. Однак останній випадково опиняється за лаштунками і намагається запобігти будь-якому хаосу… |                    |                                                                                           |                                |                                                                         |                         |           |                      |
| 5 | 5a                 | «Worked Day» «День професій»                                                              | Роберт Ф. Г'юз                 | Джошуа Прует                                                            | 27 жовтня 2016          | 105a      | 0,97                 |
| У день професій Майло важко вирішити, якою має бути його майбутня професія. Він намагається вирішити це під час відвідування водоканалу, пожежної частини і лікарні… Тим часом Дакота і Кевендіш намагаються переконатися, що вантажівка, повна фісташок, добереться до складу фісташок. |                    |                                                                                           |                                |                                                                         |                         |           |                      |
| 5 | 5b                 | «The Wilder West» «Дикий Захід»                                                           | Боб Боуен                      | Дані Ветер                                                              | 27 жовтня 2016          | 105b      | 0,97                 |
| Майло та його друзі відвідують ранчо. Катаючись верхи на конях, вони зустрічають дівчину на ім’я Джекі, яка приєднується до них, і в яку Зак закохується. Однак, Джекі веде їх до більшої небезпеки, ніж зазвичай… Тим часом Сара сходить з розуму, тому що ранчо нагадує їй про сцени з «Файлів Доктора Зона», і запрошує інших шанувальників серіалу приєднатися до неї. Запрошені зірки: Аріель Вінтер в ролі Джекі |                    |                                                                                           |                                |                                                                         |                         |           |                      |
| 6 | 6a                 | «Family Vacation» «Сімейна відпустка»                                                     | Боб Боуен                      | Джошуа Прует                                                            | 6 березня 2017          | 106a      | 0,21                 |
| Мерфі невідомо куди їдуть у відпустку, але на зупинці для відпочинку, Майло випадково потрапляє в інший будинок на колесах, до іншої родини… |                    |                                                                                           |                                |                                                                         |                         |           |                      |
| 6 | 6b                 | «Murphy's Lard» «Жир Мерфі»                                                               | Роберт Ф. Г'юз                 | Мартін Олсон                                                            | 7 березня 2017          | 106b      | 0,17                 |
| Під час відвідин парку розваг «Жиросвіт» Майло і Зак допомагають Меліссі перебороти страх перед американськими гірками, який виник внаслідок падіння в її задньому дворі деяких гіркок. Тим часом Дакота і Кевендіш намагаються захистити стенд з фісташками у цьому ж парку. Запрошені зірки: Томас Леннон в ролі Генрі                                                                                               |                    |                                                                                           |                                |                                                                         |                         |           |                      |
| 7 | 7a                 | «Secrets and Pies» «Вечір секретів»                                                       | Роберт Ф. Г'юз                 | Джошуа Прует                                                            | 8 березня 2017          | 107a      | 0,17                 |
| Після того, як спроба Майло приготувати макарони з сиром закінчується катастрофою, він вирішує замовити піцу у своєї колишньої няньки. В очікуванні піци він і його друзі вирішили поділитися деякими секретами. Під час цього Зак зізнається, що був у складі бой-бенду, учасники якого були в образах лісорубів. Запрошені зірки: Даніка МакКеллар в ролі Вероніки                                                   |                    |                                                                                           |                                |                                                                         |                         |           |                      |
| 7 | 7b                 | «Athledecamathalon» «Атлерозумофон»                                                       | Боб Боуен                      | Джим Бернштейн                                                          | 9 березня 2017          | 107b      | 0,19                 |
| Через скорочення бюджету школа має поєднати академічне і спортивне десятиборства в «Атлерозумофон». Тим часом містер і місіс Мерфі відвідують школу в пошуках футбольного трофея Мартіна Мерфі. |                    |                                                                                           |                                |                                                                         |                         |           |                      |
| 8 | 8a                 | «The Substitute» «Заміна»                                                                 | Роберт Ф. Г'юз                 | Джим Бернштейн                                                          | 13 березня 2017         | 108a      | 0,14                 |
| Науковий клас Міло займається з морально згорілою вчителькою на заміну. Тим часом Кевендіш і Дакота опиняються в шафі класу, намагаючись допомогти зростанню фісташкового дерева поблизу… Запрошені зірки: Лія Реміні в ролі міс Бекстер |                    |                                                                                           |                                |                                                                         |                         |           |                      |
| 8 | 8b                 | «Time Out» «Вихідний»                                                                     | Роберт Ф. Г'юз                 | Скотт Петерсон                                                          | 14 березня 2017         | 108b      | N/A                  |
| Майло і Зак відправляються на риболовлю зі своїми татами, при чому батько Зака не вірить у закон Мерфі… Тим часом, коли батарея телефону Кевендіша і Дакоти сідає, вони заважають іншим агентам, Бріку і Саванні, подорожувати в часі. |                    |                                                                                           |                                |                                                                         |                         |           |                      |
| 9 | 9a                 | «We're Going to the Zoo» «Йдемо до зоопарку»                                              | Боб Боуен                      | Мартін Олсон                                                            | 15 березня 2017         | 109a      | 0,18                 |
| Під час пожертвування Майло випадково віддає колекцію футболок своєї матері… Тим часом Кевендіш і Дакота призначені для захисту фісташок в зоопарку. |                    |                                                                                           |                                |                                                                         |                         |           |                      |
| 9 | 9b                 | «School Dance» «Школа танців»                                                             | Боб Боуен                      | Дані Ветер                                                              | 16 березня 2017         | 109b      | N/A                  |
| Аманда робить все можливе, щоб переконатися, що шкільні танці проходять без перешкод. Тим часом Кевендіш і Дакота йдуть на танці, намагаючись довести без сумніву, що Майло – це інший агент, який намагається зірвати їхні плани. Однокласник Майло Чед помилково вважає Кевендіш і Дакоту мисливцями на вампірів. |                    |                                                                                           |                                |                                                                         |                         |           |                      |
| 10 | 10a                | «Battle of the Bands» «Битва гуртів»                                                      | Боб Боуен                      | Дані Ветер                                                              | 20 березня 2017         | 110a      | N/A                  |
| Майло, Мелісса, Зак і Морт вступають у битву гуртів, під час якої Зак виявляє, що його колишній бой-бенд також бере участь у змаганнях… Запрошені зірки: Слеш в ролі самого себе |                    |                                                                                           |                                |                                                                         |                         |           |                      |
| 10 | 10b                | «The Math Book» «Підручник з математики»                                                  | Боб Боуен                      | Дані Ветер                                                              | 21 березня 2017         | 110b      | N/A                  |
| Майло, Зак і Мелісса йдуть до школи після заходу сонця, щоб забрати підручник з математики Меліси. На жаль, вона залишає запасний ключ всередині замкнутого класу, через що трійка проходять «квест» у пошуках таємничого прибиральника, інакше відомого як «хранитель ключів»… |                    |                                                                                           |                                |                                                                         |                         |           |                      |
| 11 | 11a                | «The Little Engine That Couldn't» «Машинка, яка не змогла»                                | Роберт Ф. Г'юз                 | Джошуа Прует                                                            | 22 березня 2017         | 111a      | N/A                  |
| Коли тато Мелісси везе її і Майло в місто на старій пожежній машині, виникає хаос… |                    |                                                                                           |                                |                                                                         |                         |           |                      |
| 11 | 11b                | «The Llama Incident» «Випадок з ламами»                                                   | Роберт Ф. Г'юз                 | Дані Ветер, Джим Бернштейн і Мартін Олсон                               | 23 березня 2017         | 111b      | 0,18                 |
| Майло і Мелісса нарешті розповідають Заку історію про сумнозвісний випадок з ламами… |                    |                                                                                           |                                |                                                                         |                         |           |                      |
| 12 | 12                 | «Missing Milo» «Майло загубився»                                                          | Роберт Ф. Г'юз і Боб Боуен     | Скотт Петерсон і Джошуа Прует                                           | 22 липня 2017           | 113—114   | 0,16                 |
| Кевендіш і Дакота подорожують з Майло до 2175 року, що призводить до того, що Зак і Мелісса втрачають зв’язок з другом і зустрічають фісташкових монстрів… Запрошені зірки: Різ Дарбі в ролі короля Фісташіона |                    |                                                                                           |                                |                                                                         |                         |           |                      |
| 13 | 13a                | «Star Struck» «У гонитві за зіркою»                                                       | Роберт Ф. Г'юз                 | Джим Бернштейн                                                          | 25 вересня 2017         | 112a      | 0,17                 |
| Майло дізнається, що його улюблений актор, Тобіас Тролхаммер, в даний час знімає фільм у їхньому місті, тому він вирішує поїхати на сет, щоб отримати його автограф. Однак, сам Тобіас помилково вважає Майло «менінкайненом», гобліном, який прирікає на невдачу… |                    |                                                                                           |                                |                                                                         |                         |           |                      |
| 13 | 13b                | «Disaster of My Dreams» «Катастрофа з моїх снів»                                          | Боб Боуен                      | Мартін Олсон                                                            | 25 вересня 2017         | 112b      | 0,17                 |
| Елліот Декер на один день призначений за контроль безпеки у школі Майло. |                    |                                                                                           |                                |                                                                         |                         |           |                      |
| 14 | 14a                | «A Clockwork Origin» «Винахідник пристроїв»                                               | Боб Боуен                      | Джим Бернштейн                                                          | 26 вересня 2017         | 115a      | N/A                  |
| Майло, Зак і Мелісса вирушили в пошуках робота, який раніше втік. Запрошені зірки: Джоель Макгейл в ролі Віктора, Баррі Боствік в ролі Клайда |                    |                                                                                           |                                |                                                                         |                         |           |                      |
| 14 | 14b                | «Perchance to Sleepwalk» «Трішки сновида»                                                 | Роберт Ф. Г'юз                 | Скотт Петерсон і Мартін Олсон                                           | 26 вересня 2017         | 115b      | N/A                  |
| Під час кемпінгу в лісі разом із Заком і Меліссою Майло починає ходити уві сні… Тим часом Кевендіш і Дакота влаштовують «свято» без фісташкових обов’язків після їх випробувань з фісташками. |                    |                                                                                           |                                |                                                                         |                         |           |                      |
| 15 | 15a                | «Some Like It Yacht» «Усі люблять яхти»                                                   | Роберт Ф. Г'юз                 | Джим Бернштейн                                                          | 27 вересня 2017         | 117a      | 0,14                 |
| Учні вирушають в особливу поїздку під час користування яхтою школи… |                    |                                                                                           |                                |                                                                         |                         |           |                      |
| 15 | 15b                | «Backward to School Night» «Батьківські збори»                                            | Боб Боуен                      | Джошуа Прует                                                            | 27 вересня 2017         | 117b      | 0,14                 |
| Під час батьківських зборів у школі батьки Майло, Зака і Мелісси разом з місіс Муравські і Дакотою стають дітьми, через вкрадений Дакотою часовий пристрій. |                    |                                                                                           |                                |                                                                         |                         |           |                      |
| 16 | 16a                | «World Without Milo» «Світ без Майло»                                                     | Роберт Ф. Г'юз                 | Скотт Петерсон                                                          | 28 вересня 2017         | 118a      | N/A                  |
| Одного ранку Еліот прокидається, виявляючи, що Майло більше не існує. Спочатку він природно радіє, але незабаром йому це набридає… |                    |                                                                                           |                                |                                                                         |                         |           |                      |
| 16 | 16b                | «The Race» «Марафон»                                                                      | Боб Боуен                      | Дані Ветер                                                              | 28 вересня 2017         | 118b      | N/A                  |
| Майло бере участь у марафоні і покладається на Меліссу і Зака, щоб ті при нагоді кинули йому підкріплення з його рюкзака, щоб закінчити марафон. Тим часом Кевендіш і Дакота, намагаються зупинити перепризначених рятувати фісташки Бріка і Саванну. Однак, вони опиняються на Старому Заході і зустрічають з пра-пра-дідуся Майла, Шерифа Мерфі.                                                                     |                    |                                                                                           |                                |                                                                         |                         |           |                      |
| 17 | 17a                | «Love Toboggan» «Сани кохання»                                                            | Боб Боуен                      | Дані Ветер                                                              | 29 вересня 2017         | 120a      | N/A                  |
| Сара замислюється, чи побачення у неї з Нілом з книжкового магазину. Тим часом Майло, Зак, Мелісса і містер Мерфі їдуть на лижний схил, але санки дітей виходять з-під контролю… Запрошені зірки: Молік Пенчолі в ролі Ніла |                    |                                                                                           |                                |                                                                         |                         |           |                      |
| 17 | 17b                | «The Island of Lost Dakotas» «Острів загублених Дакот»                                    | Боб Боуен                      | Джошуа Прует                                                            | 29 вересня 2017         | 120b      | N/A                  |
| Через те, що Кевендіш постійно потрапляє у смертельні для нього нещасні випадки, Дакота неодноразово робить парадоксально часову копію самого себе, щоб врятувати напарника. Після цього кожна копія відправляється на острів в океані… Тим часом Майло, Зак і Мелісса відправляються подивитися на «Шинкозавра 2», але Майло не може знайти собі взуття. Запрошені зірки: Джек МакБрайер в ролі морського капітана    |                    |                                                                                           |                                |                                                                         |                         |           |                      |
| 18 | 18                 | «Fungus Among Us» «Ворог серед нас»                                                       | Роберт Ф. Г'юз                 | Скотт Петерсон і Джошуа Прует                                           | 30 вересня 2017         | 121       | N/A                  |
| Майло, Кевендіш і Дакота подорожують до 1965 року, щоб допомогти Ортону Малсону створити «Файли Доктора Зона». На жаль, вони виявляють, що Дерек, син короля Фісташіона, так чи інакше вижив, і викрав тіла всіх на території Трьох Штатів у сьогоденні… Виявляється їхня єдина надія – це особливо некомпетентний фармацевт…                                                                                          |                    |                                                                                           |                                |                                                                         |                         |           |                      |
| 19 | 19                 | «Milo Murphy's Halloween Scream-a-Torium!» «Майло Мерфінський Хелловінський Страхо-Торій» | Роберт Ф. Г'юз                 | Дані Ветер, Джим Бернштейн, Мартін Олсон, Скотт Петерсон і Джошуа Прует | 7 жовтня 2017           | 119       | 0,23                 |
| Майло будує свій власний будинок з привидами зі списаної старої вантажівки і запрошує своїх друзів на жахливе свято, однак Зак не дуже здивований, тому що він виріс через те, що наляканий в Хеллоуїн. Однак, спрацьовує закону Мерфі і вантажівка їде в дикій поїздці по всьому місту… Тим часом Дакота і Кевендіш беруть участь у веселощі на Хелловін, а також досліджують таємницю цього, останнього Хелловіну.   |                    |                                                                                           |                                |                                                                         |                         |           |                      |
| 20 | 20                 | «A Christmas Peril» «Різдвяна небезпека»                                                  | Боб Боуен                      | Дані Ветер і Джошуа Прует                                               | 2 грудня 2017           | 116       | 0,3                  |
| Сара, Майло, Мелісса і Зак збирають разом на Різдво родину Мерфі. Тим часом у майбутньому, старші Кевендіш і Дакота намагаються відновити свою розбиту дружбу. |                    |                                                                                           |                                |                                                                         |                         |           |                      |

### Сезон 2 (2019)
| № серії (загалом) | № серії (в сезоні) | Назва серії | Режисер(и)                 | Сценарист(и)                                                                               | Оригінальна дата показу | Код серії | Глядачів в США (млн) |
| --- | ------------------ | --- | -------------------------- | ------------------------------------------------------------------------------------------ | ----------------------- | --------- | -------------------- |
| 21 | 1                  | «The Phineas and Ferb Effect» «Ефект Фінеаса і Ферба»                                                                                        | Боб Боуен і Роберт Ф. Г'юз | Джим Бернштейн, Мартін Олсон, Скотт Петерсон і Джошуа Прует                                | 5 січня 2019            | 201       | 0,46                 |
| Після подій серії «Ворог сред нас» Майло, Зак і Мелісса — з допомогою Фінеаса, Ферба, Кендес, Б'юфорда і Бальджита — намагаються перемогти закон Мерфі, щоб зупинити навалу Фісташок… |                    | |                            |                                                                                            |                         |           |                      |
| 22 | 2a                 | «Snow Way Out» «Снігова безвихідь» | Роберт Ф. Г'юз             | Мартін Олсон і Скотт Петерсон                                                              | 12 січня 2019           | N/A       | 0,39                 |
| У подібному руслі подій, як у серії «Разом із Супер-Майло», Майло і Зак намагаються, переживши закон Мерфі, потрапити до школи в холодний зимовий день, тоді як Бредлі і Мелісса знову роблять ставки на те, чи зможуть вони встигнути. Тим часом Кевендіш і Дакота змушені стояти перед Радою часу за свої постійні невдачі, в результаті чого їх звільняють і вони втрачають можливість подорожувати часом.                                  |                    | |                            |                                                                                            |                         |           |                      |
| 22 | 2b                 | «Teacher Feature» «Пара для вчительки» | Боб Боуен                  | Скотт Петерсон                                                                             | 12 січня 2019           | N/A       | 0,39                 |
| Після того, як підземник Скотт і місіс Муравські, схоже, домовлюються і призначають побачення, Майло з друзями намагаються допомогти Скотту виглядати більш презентабельно і нормально. |                    | |                            |                                                                                            |                         |           |                      |
| 23 | 3a                 | «Picture Day» «Шкільна фотографія» | Роберт Ф. Г'юз             | Валері Брейман і Мар'я Адріанс                                                             | 19 січня 2019           | N/A       | 0,42                 |
| Мелісса і Зак вирішують отримати хороше картину фото Майло для шкільного Дня фото після того, як дізналися, що через закон Мерфі він ніколи не мав хорошого. Однак Чед неправильно трактує це і думає, що Майло — вампір і вербує Морта, щоб допомогти йому довести це… Тим часом Кевендіш і Дакота отримують нову роботу в організації «ВІДПАД» і намагаються зняти на камеру Єтті, щоб справити враження на свого нового боса.               |                    | |                            |                                                                                            |                         |           |                      |
| 23 | 3b                 | «Agee Ientee Diogee» «Агент Пусик» | Боб Боуен                  | Джим Бернштейн                                                                             | 19 січня 2019           | N/A       | 0,42                 |
| Дуфеншмірц пригадує пригоду, яку він провів з Пусиком минулого літа після того, як останній потрапив на місію у стилі Агента П… |                    | |                            |                                                                                            |                         |           |                      |
| 24 | 4a                 | «Game Night» «Вечір ігор» | Роберт Ф. Г'юз             | Джошуа Прует                                                                               | 26 січня 2019           | 204a      | 0,4                  |
| Майло, його друзі та родина вирішують нарешті спробувати закінчити настільну гру… |                    | |                            |                                                                                            |                         |           |                      |
| 24 | 4b                 | «Pace Makes Waste» «Згубна швидкість» | Боб Боуен                  | Джим Бернштейн                                                                             | 26 січня 2019           | 204b      | 0,4                  |
| Майло та Елліот беруть участь у благодійних перегонах пейс-карів. Запрошені зірки: Расті Уоллес, Джої Лоґано, Тай Діллон, Рікі Стенхаус молодший, Ерік Джонс, Вільям Байрон і Майк Джой в ролі самих себе |                    | |                            |                                                                                            |                         |           |                      |
| 25 | 5a                 | «Cake 'Splosion!» «Вибух торта!» | Роберт Ф. Г'юз             | Валері Брейман і Мар'я Адріанс                                                             | 2 лютого 2019           | N/A       | 0,39                 |
| Майло й Аманда отримують шанс потрапити в улюблене телевізійне шоу останньої, «Вибух торта!» — екстремальне кулінарне шоу для дітей… |                    | |                            |                                                                                            |                         |           |                      |
| 25 | 5b                 | «Lady Krillers» «Леді Криль» | Боб Боуен                  | Скотт Петерсон                                                                             | 2 лютого 2019           | N/A       | 0,39                 |
| Голлівуд перезапускає перший фільм про «Мисливця за крилем» з усіма жінками, тож Майло з друзями допомагають Тобіасу Тролхаммеру прослуховуватися як жінка. Тим часом Кевендіш та Дакота намагаються зловити прибульця, під час збирання сміття біля шосе. |                    | |                            |                                                                                            |                         |           |                      |
| 26 | 6a                 | «Doof's Day Out» «Вихідний Дуфа» | Роберт Ф. Г'юз             | Валері Брейман і Мар'я Адріанс                                                             | 9 лютого 2019           | N/A       | 0,32                 |
| Сара починає божеволіти через доктора Дуфеншмірца, який постійно втручається в її особистий простір, тому він виходить з рештою родини Мерфі, щоб спробувати нові речі. |                    | |                            |                                                                                            |                         |           |                      |
| 26 | 6b                 | «Disco Do-Over» «Диско реванш» | Боб Боуен                  | Валері Брейман і Мар'я Адріанс                                                             | 9 лютого 2019           | N/A       | 0,32                 |
| Дізнавшись, що місцева ковзанка закривається, Майло переконує своїх батьків здійснити свою мрію та виграти змагання з диско-катання, які вони не змогли закінчити багато років тому, перш ніж це станеться. Тим часом, Кевендіш та Дакота призначені забрати, здавалося б, звичайних садових гномів у маленької бабусі… |                    | |                            |                                                                                            |                         |           |                      |
| 27 | 7a                 | «The Ticking Clock» «Запустити годинник» | Роберт Ф. Г'юз             | Джим Бернштейн                                                                             | 16 лютого 2019          | 207a      | 0,35                 |
| Майло та його друзі намагаються врятувати старий годинник з Ратуші, який спроектувала прабабуся Мелісси. Тим часом Дуфеншмірц намагається допомогти місту, видаляючи гумку з тротуару під наглядом Агента П. |                    | |                            |                                                                                            |                         |           |                      |
| 27 | 7b                 | «Managing Murphy's Law» «Управляння Законом Мерфі»                                                                                           | Боб Боуен                  | Джошуа Прует                                                                               | 16 лютого 2019          | 207b      | 0,35                 |
| Аманда допомагає Майло, Заку, Меліссі та Морту підготуватися до післяобіднього концерту, а прибульці намагаються приховано вивчати Майло… Тим часом Кевендіш та Дакота марнують час і не пам'ятають, чому. |                    | |                            |                                                                                            |                         |           |                      |
| 28 | 8a                 | «Milo's Shadow» «Тінь Майло» | Роберт Ф. Г'юз             | Скотт Петерсон                                                                             | 23 лютого 2019          | 209a      | 0,37                 |
| Дуфеншмірц спостерігає за Майло, щоб побачити, як орієнтується за закону Мерфі. Тим часом Кевендіш приєднується до групи підтримки позаземної змови… |                    | |                            |                                                                                            |                         |           |                      |
| 28 | 8b                 | «Sick Day» «Хворий» | Боб Боуен                  | Джошуа Прует                                                                               | 23 лютого 2019          | 209b      | 0,37                 |
| Поки Майло хворий, два прибульці, що здатні змінювати форму, намагаються отримати пробу тканини… Тим часом, згідно з наказом майора Монограмми, Агент П продовжує перешкоджати Дуфеншмірцу робити шкоду, який намагається зробити добро. |                    | |                            |                                                                                            |                         |           |                      |
| 29 | 9a                 | «Field of Screams» «Поле жаху» | Роберт Ф. Г'юз             | Мартін Олсон                                                                               | 2 березня 2019          | N/A       | 0,33                 |
| Коли дядько Корнеліос просить допомоги на своїй фермі, Зак намагається довести сумнівним Майло та Меліссі, що «містянин» як він може впоратися з роботою. Тим часом на сусідній фермі Кевендіш та Дакота призначені забрати у фермера шматок НЛО, який впав. Однак фермер хоче стати відомим у таблоїдах. |                    | |                            |                                                                                            |                         |           |                      |
| 29 | 9b                 | «Spy Little Sister!» «Сестричка шпигунка» | Боб Боуен                  | Валері Брейман і Мар'я Адріанс                                                             | 2 березня 2019          | N/A       | 0,33                 |
| Займаючись програмою наставництва, в якій вона не хоче брати участь, Мелісса приєднується до Саванни під час місії по зупинці робота, який Майло та Зак випадково побудували на науковому ярмарку, перш ніж він знищить половину Денвіля. |                    | |                            |                                                                                            |                         |           |                      |
| 30 | 10a                | «Dog Walker, Runner, Screamer» «Собака йде, біжить, скавчить»                                                                                | Роберт Ф. Г'юз             | Валері Брейман і Мар'я Адріанс                                                             | 9 березня 2019          | N/A       | 0,38                 |
| Елліотт травмується через інцидент, пов'язаний із законом Мерфі, тож Майло допомагає йому у його другій роботі на вигулі собак. Тим часом Кевендіш і Дакота виявляють чужорідний антигравітаційний прилад і намагаються показати його містеру Блоку для просування по службі. |                    | |                            |                                                                                            |                         |           |                      |
| 30 | 10b                | «Now I Am a Murphy» «Тепер я Мерфі» | Роберт Ф. Г'юз             | Джим Бернштейн                                                                             | 9 березня 2019          | N/A       | 0,38                 |
| Виявивши на горищі бумбокс, Майло, Мартін та дід Мерфі вирушають у похід, щоб Майло міг пройти сімейний обряд проходу, щоб стати «людиною Мерфі». За відсутності чоловіків, жінки Мерфі та Дуфуншмірц відправляються до художнього музею, щоб відсвяткувати день без Закону Мерфі, але Дуф викликає хаос на його місці. |                    | |                            |                                                                                            |                         |           |                      |
| 31 | 11a                | «Freefall» «Вільне падіння» | Роберт Ф. Г'юз             | Джошуа Прует                                                                               | 16 березня 2019         | N/A       | 0,32                 |
| Після інциденту із симулятором стрибків з парашутом Майло, Мелісса і Зак залишаються в циклі падіння і піднімання по небу, в той час як Пусик намагається їх врятувати… Тим часом Кевендіш і Дакота, під час польоту на літаку з банером «Не засмічуйте нашу планету», випадково отримують у суперники полковника Ніблета та лейтенанта Орендаря після того, як взяли на себе провину за Майло та його друзів, які знищили один з їх об'єктів. |                    | |                            |                                                                                            |                         |           |                      |
| 31 | 11b                | «Milo's World» «Світ Майло» | Боб Боуен                  | Джошуа Прует                                                                               | 16 березня 2019         | N/A       | 0,32                 |
| Очікуючи приходу Майло приєднатися до них на обід, Мелісса, Зак, Бредлі, Морт, Чед і Сара представляють різні теорії про те, хто насправді Майло; починаючи від того, щоб він був чарівником, супер лиходієм і роботом… |                    | |                            |                                                                                            |                         |           |                      |
| 32 | 12                 | «Abducting Murphy's Law» «Викрадення Закону Мерфі»                                                                                           | Боб Боуен                  | Джошуа Прует                                                                               | 23 березня 2019         | 212       | 0,32                 |
| Майло викрадають прибульці, тоді як Мелісса, Зак і Дуфеншмірц намагаються його шукати. Перебуваючи на смітнику, Кевендіш бачить викрадення здалеку, але Дакота цього не бачить. Це викликає велику сварку між ними, яка врешті-решт закінчується розірванням їхнього партнерства і вигнанню Кевендіша… |                    | |                            |                                                                                            |                         |           |                      |
| 33 | 13a                | «The Goulash Legacy» «Випадок із гуляшем» | Роберт Ф. Г'юз             | Мартін Олсон і Джошуа Прует                                                                | 30 березня 2019         | N/A       | 0,37                 |
| У далекому майбутньому дідусь розповідає онукові, як з'явився розумний гуляш і переміг армію сов-роботів. У теперішньому часі Майло, його друзі і Дуфеншмірц намагаються захистити гуляш Бріджетт від закону Мерфі і рукоприкладних інаторів Дуфа… |                    | |                            |                                                                                            |                         |           |                      |
| 33 | 13b                | «The Dog Who Knew Too Much» «Собака, який забагато знав»                                                                                     | Боб Боуен                  | Джошуа Прует, Валері Брейман і Мар'я Адріанс                                               | 30 березня 2019         | N/A       | 0,37                 |
| Після того, як йому сказали повернутися додому, Пусик перетинається шляхом з Агентом П та ворожими агентами після того, як він проковтне флешку, замасковану під печиво. Тим часом, коли Бріджетт змушує Дуфеншмірца і Сару зібрати брудний одяг, перший будує робота уклад-інатора, що виконує роботу за них. |                    | |                            |                                                                                            |                         |           |                      |
| 34 | 14a                | «Adventure Buddies» «Приятель для пригод» | Роберт Ф. Г'юз             | Мартін Олсон                                                                               | 6 квітня 2019           | N/A       | 0,43                 |
| Дуфеншмірц стає натхненним, щоб знайти «друзяку по пригодам», щоб обійти Агента П. Він йде до Скотта для прогулянки на човні по каналізації. |                    | |                            |                                                                                            |                         |           |                      |
| 34 | 14b                | «Ride Along Little Doggie» «Покатаємося, песику»                                                                                             | Боб Боуен                  | Валері Брейман і Мар'я Адріанс                                                             | 6 квітня 2019           | N/A       | 0,43                 |
| Під час відвідування шкільної церемонії нагородження Майло намагається вчасно потрапити на сцену, щоб забрати нагороду, на яку він був номінований. Тим часом Пусик врешті-решт їде разом з двома поліцейськими Денвіля, коли вони намагаються спіймати Зіппі, найшвидшого в світі коалу, і врятувати одного зі своїх офіцерів К-9. |                    | |                            |                                                                                            |                         |           |                      |
| 35 | 15a                | «Look at this Ship» «Погляньте, який корабель»                                                                                               | Роберт Ф. Г'юз             | Скотт Петерсон                                                                             | 13 квітня 2019          | N/A       | 0,33                 |
| Майло намагається втекти зі своєї кімнати, щоб вийти на день із Заком та Мелісою. Тим часом, Дакота об'єднується з Дуфеншмірцом, щоб знайти Кевендіша, який намагається показати різним новинним каналам, що розбився НЛО з несправним маскувальним пристроєм… |                    | |                            |                                                                                            |                         |           |                      |
| 35 | 15b                | «Cast Party» «Тематична вечірка» | Боб Боуен                  | Валері Брейман і Мар'я Адріанс                                                             | 13 квітня 2019          | N/A       | 0,33                 |
| Після того, як Зак ламає ногу, заплутавшись у арфі під час інтерпретаційного танцю, всі його друзі планують «акторську вечірку». На зазначеній вечірці всі діляться розповідями про те, як вони собі щось зламали без впливу Майло, Мартіна чи закону Мерфі. |                    | |                            |                                                                                            |                         |           |                      |
| 36 | 16a                | «Safety First» «Головне — безпека» | Роберт Ф. Г'юз             | Джим Бернштейн                                                                             | 20 квітня 2019          | N/A       | 0,35                 |
| Майло й Елліот випадково застрягають у наручниках. Тим часом Зак і Мелісса намагаються зняти навчальний фільм, але Дуфеншмірц все псує. |                    | |                            |                                                                                            |                         |           |                      |
| 36 | 16b                | «Cavendish Unleashed» «Нестримний Кевендіш»                                                                                                  | Боб Боуен                  | Мартін Олсон                                                                               | 20 квітня 2019          | N/A       | 0,35                 |
| Майло, Зак та Мелісса відвідують табір для вивчення нових навичок. Тим часом, Кевендіш помилково випускає гігантського прибульця… |                    | |                            |                                                                                            |                         |           |                      |
| 37 | 17a                | «First Impressions» «Перші враження» | Роберт Ф. Г'юз             | Джошуа Прует                                                                               | 27 квітня 2019          | 217a      | 0,35                 |
| Коли шестирічні Майло та Мелісса зустрічаються вперше, закон Мерфі робить їх перший день у 1-му класі великою пригодою… Тим часом Дакота розповідає Дуфеншмірцу про те, як він вперше познайомився з Кевендішем під час навчання, щоб стати агентами часу… |                    | |                            |                                                                                            |                         |           |                      |
| 37 | 17b                | «The Speech and Debate League of Death and Destruction Cross Town Explosion Event» «Міський конкурс на смерть і виживання промов та дебатів» | Боб Боуен                  | Джошуа Прует                                                                               | 27 квітня 2019          | 217b      | 0,35                 |
| Зак і Майло приєднуються до спортивної команди Мелісси з боротьби, виступу та дискусій. |                    | |                            |                                                                                            |                         |           |                      |
| 38 | 18a                | «The Mid-Afternoon Snack Club» «Клуб пообіднього перекусу»                                                                                   | Роберт Ф. Г'юз             | Джим Бернштейн                                                                             | 4 травня 2019           | N/A       | 0,35                 |
| Майло, Мелісса, Зак, Морт, Бредлі та Аманда потрапляють у неприємності через вчителя на замінну і їх карають. Тим часом ведмедик-кіборг із серії «Now I Am a Murphy» повертається, щоб вистежити Майло і помститися йому… |                    | |                            |                                                                                            |                         |           |                      |
| 38 | 18b                | «Parks and Wreck» «Парки і розвалини» | Боб Боуен                  | Валері Брейман і Мар'я Адріанс                                                             | 4 травня 2019           | N/A       | 0,35                 |
| Після того, як шкільне футбольне поле зруйновано, подія, яка мала бути там, переноситься до старого напівзруйнованого парку. Мелісса та Аманда змагаються за те, хто може швидше це виправити. Тим часом Дакота і Дуфеншмірц мають справу з чужорідним пристроєм, який перетворює кістки на речовину, що нагадує спагеті. |                    | |                            |                                                                                            |                         |           |                      |
| 39 | 19a                | «Escape» «Втеча» | Роберт Ф. Г'юз             | Скотт Петерсон                                                                             | 11 травня 2019          | N/A       | 0,39                 |
| Майло, Лідія, тренер Мітчелл та Скотт застрягли в ліфті торгового центру «Googolplex». Тим часом Дуфеншмірц і Дакота вирішують нарешті спробувати знайти Кевендіша за допомогою клона «Кевендзьоба», виготовленого з ДНК Кевендіша та Агента П… |                    | |                            |                                                                                            |                         |           |                      |
| 39 | 19b                | «Milo in Space» «Майло в космосі» | Боб Боуен                  | Скотт Петерсон і Джошуа Прует                                                              | 11 травня 2019          | N/A       | 0,39                 |
| Майло з іншими, до яких тепер приєдналися відроджений Кевендіш, Агент П та «Кавендзьоб», прибувають до заземленого НЛО. В результаті, Майло знову викрадають ті ж прибульцями. |                    | |                            |                                                                                            |                         |           |                      |
| 40 | 20                 | «Sphere and Loathing in Outer Space» «Сфера нещастя в космосі»                                                                               | Роберт Ф. Г'юз             | Джим Бернштейн, Мартін Олсон, Скотт Петерсон, Джошуа Прует, Валері Брейман і Мар'я Адріанс | 18 травня 2019          | 220       | 0,46                 |
| Майло стикається з космічним штормом, зробленим з іонів негативної ймовірності, в той час як Мелісса, Зак, Кевендіш, Дакота, Перрі і Дуф прориваються через іншопланетне населення, щоб врятувати свого друга… |                    | |                            |                                                                                            |                         |           |                      |